# Ruston & Hornsby
Ruston & Hornsby è stata un'industria britannica che produceva motori diesel locomotive diesel, sia per scartamento normale che ridotto, locomotive a vapore, autovetture, vari tipi di motori a combustione interna e successivamente anche turbine a gas.

## Storia
Le origini risalgono al 1840 con stabilimento a Lincoln con la denominazione Proctor and Burton. Nel 1857 con l'ingresso nella società dell'ingegnere e politico Joseph Ruston la denominazione venne cambiata in Ruston Proctor and Company. Dal 1866 negli stabilimenti della società vennero realizzate locomotive-tender una delle quali venne inviata all'esposizione di Parigi del 1867.
Nel settembre 1918 in  seguito alla fusione con la società Richard Hornsby & Sons di Grantham la denominazione divenne Ruston and Hornsby Ltd e nel periodo tra le due guerre mondiale e nel corso della seconda guerra mondiale sono stati prodotti i carri armati Matilda e Valiant.
Nel 1940 Ruston & Hornsby ha acquisito il controllo di Paxman, un'azienda produttrice di motori diesel di Colchester nell'Essex, e tale cooperazione ha portato alla formazione del gruppo Ruston-Paxman. Nelle ultime fasi della guerra Paxman costruisce 4000 motori diesel che hanno equipaggiato tutti i Landing Craft Tank (LCT) di costruzione britannica che hanno preso parte al D-Day.
Nei primi anni cinquanta l'azienda avviò la produzione delle prime turbine a gas e nel 1957 l'incrociatore HMS Cumberland fu la prima nave della Royal Navy ad essere equipaggiata in via sperimentale con una turbina a gas di produzione Ruston & Hornsby.
La compagnia britannica fu anche pioniera degli impianti di cogenerazione installando il primo di questi apparati nella raffineria AGIP di Cortemaggiore in Emilia-Romagna nel 1956.